# Tonio
Tonio ist eine Audio-Decoding-App für Mobilgeräte, mit der Informationen unhörbar über Radio- oder TV-Signale auf Smartphones gesendet werden können. Die Anwendung wurde von der österreichischen Firma information.io GmbH entwickelt und im Oktober 2014 veröffentlicht. Tonio wurde mit dem Österreichischen Radiopreis und mit dem Österreichischen Medienzukunftspreis ausgezeichnet. Der Name Tonio steht für "Ton mit Information".

## Nutzung
Informationen, die die Anwendung unhörbar über Audiosignale erhalten kann, umfassen unter anderem URLs, weiterführende Nachrichten, Konzerttickets, Gutscheine oder Musik-Downloads. Auch Untertitel für Opern werden vom Anbieter als Nutzungsmöglichkeit genannt. Der österreichische Vermarkter von Kinowerbung Cinecom bietet Werbekunden über Tonio die Möglichkeit, Werbespots mit an Tonio gesendeten Informationen zu ergänzen. Die vier größten Kinoketten Österreichs hoben dazu das bis dahin in Kinosälen geltende Handyverbot auf. Radio Eins sendete in einem Bericht über Tonio unhörbar alle im Beitrag besprochenen URLs mit. Dem Wirtschaftsmagazin trend zufolge plant der ORF eine Kooperation mit Tonio, und der Radiosender LoungeFM plant, seine Radionachrichten mit Links zu Artikeln auf DerStandard.at zu ergänzen. Im April und Mai 2016 wurde Tonio in einer österreichischen Kino-Kampagne eingesetzt, bei der Quizfragen zum gezeigten Film ausgesendet wurden.

## Funktionsweise
Die Anwendung entschlüsselt mit einem unhörbaren Code angereicherte Audioinformation, die von der Radio- oder TV-Station mitübertragen wird, und übersetzt diese beispielsweise in eine Web-Adresse. Im Gegensatz dazu ist ein akustischer Fingerabdruck ein digitaler Code zur Charakterisierung eines Klangs oder einer Audioaufnahme unter Berücksichtigung spezieller akustischer Gegebenheiten. Während akustische Fingerabdrücke in Datenbanken gespeichert werden, von wo sie zur Identifikation (wie bei der Stimmerkennung oder der Erkennung einzelner Musikstücke) und Klassifizierung von neuen, unbekannten Signalen bzw. ihrer Abdrücke herangezogen werden, setzt Tonio auf Verschlüsselung und Entschlüsselung eines Codes. Voraussetzung ist daher eine entsprechende Veränderung der Audioinformation durch den Absender. In den USA haben Anwendungen mit unhörbaren Signalen, die zur Überwachung der Benutzer an Server übermittelt wurden, für eine Warnung der US-Datenschutzorganisation Center for Democracy and Technology gesorgt. Laut Angaben des Betreibers werden gesendete Informationen jedoch bereits lokal von der Anwendung und nicht auf Servern des Unternehmens dekodiert, wodurch eine Überwachung des Nutzerverhaltens nicht möglich ist.

## Auszeichnungen
- Österreichischer Medienzukunftspreis 2015 in der Kategorie "Zukunftsweisende Medien-Unternehmen und ihr Medium"[14]
- Österreichischer Radiopreis 2015 in der Kategorie "Beste Innovation"[15]
- Futurezone-Award 2015, "Bestes Infotainment-Startup", Platz 2[16]